# Wiktor Alexandrowitsch Minejew
Wiktor Alexandrowitsch Minejew (russisch Виктор Александрович Минеев; * 18. Mai 1937 in Warwa, Ukrainische SSR; † 22. Februar 2002 in Moskau) war ein sowjetischer Pentathlet.

## Karriere
Bei seiner einzigen Olympiateilnahme, bei den Spielen 1964 in Tokio, verpasste er mit Rang fünf im Einzel einen Medaillengewinn. Mit der Mannschaft, zu der neben Minejew noch Igor Nowikow und Albert Mokejew gehörten, wurde er Olympiasieger.
Mit der sowjetischen Mannschaft wurde er 1963 und 1966 Vizeweltmeister. Einen weiteren Vizetitel gewann er ebenfalls 1966 im Einzel, als er sich lediglich András Balczó geschlagen geben musste.